# Povilla junki
Povilla junki is een haft uit de familie Polymitarcyidae. De wetenschappelijke naam van de soort is voor het eerst geldig gepubliceerd in 1984 door Hubbard.
De soort komt voor in het Oriëntaals gebied.